# Splendeuptychia boliviensis
Splendeuptychia boliviensis är en fjärilsart som beskrevs av Forster 1964. Splendeuptychia boliviensis ingår i släktet Splendeuptychia och familjen praktfjärilar. Inga underarter finns listade i Catalogue of Life.